# 412
| [ Edytuj tabelę ] |                              |
| Cesarz Bizancjum  | - 408 Teodozjusz II 450      |
| Władca Guptów     | - 375 Ćandragupta II 414     |
| Władca Korei      | - 391 Kwanggaet’o Wielki 413 |
| Papież            | - 401 Innocenty I 417        |
| Król Persji       | - 399 Jezdegerd I 420        |
| Cesarz Rzymu      | - 395 Flawiusz Honoriusz 423 |
| Król Wandalów     | - 406 Gunderyk 428           |
| Król Wizygotów    | - 410 Ataulf 415             |

Rok 412 / CDXII
stulecia: IV wiek ~
V wiek ~
VI wiek

lata: 402 «
407 «
408 «
409 «
410 «
411 «
412
» 413
» 414
» 415
» 416
» 417
» 422

## Wydarzenia
- Cyryl z Aleksandrii został patriarchą Aleksandrii.

## Urodzili się
- 8 lutego – Proklos, grecki filozof neoplatoński (zm. 485).

## Zmarli
- 15 października – Teofil z Aleksandrii, patriarcha Aleksandrii.
- Porfirusz, patriarcha Antiochii.